# Véhicule automatique léger

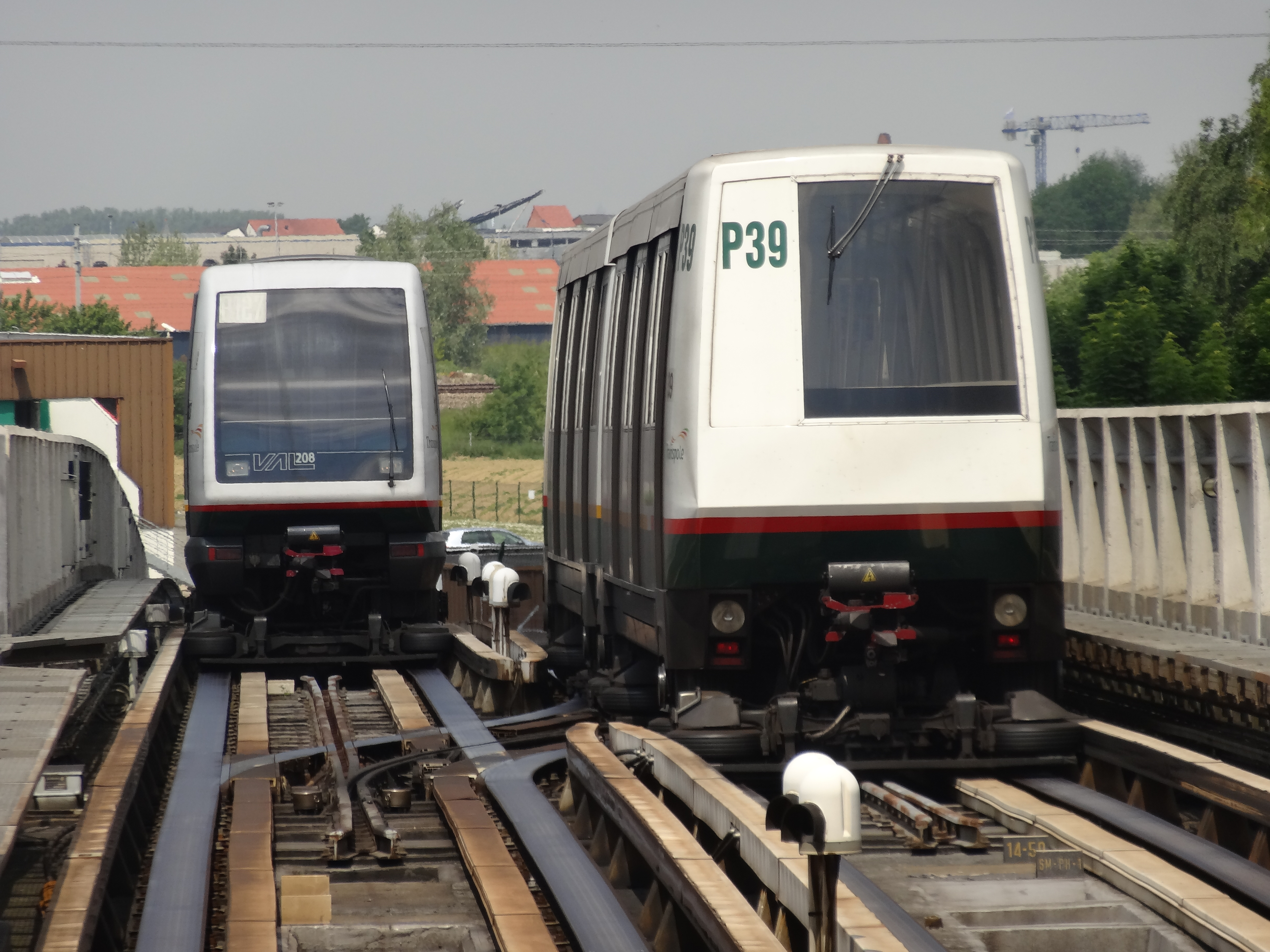
VAL 208 (links) und VAL 206 der Métro Lille

Véhicule automatique léger (VAL, deutsch: „leichtes automatisches Fahrzeug“) ist ein besonders leicht gebautes, fahrerloses, spurgeführtes Personennahverkehrsmittel, das sowohl als Peoplemover, z. B. in Flughäfen, als auch als Stadtschnellbahnsystem eingesetzt wird. Ursprünglich von Matra entwickelt, ist VAL heute ein Produkt von Siemens Mobility.

## Technik

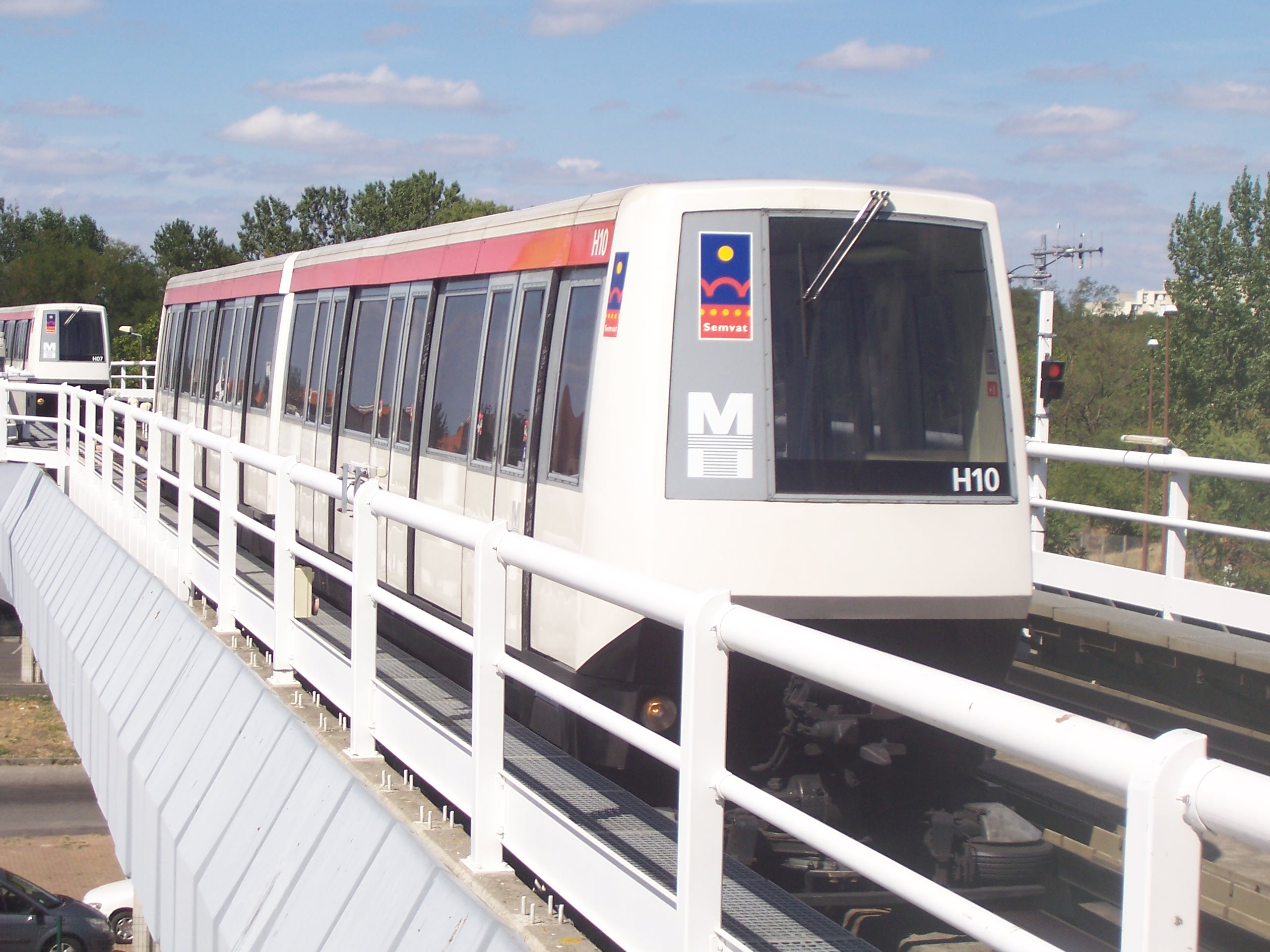
Val 206 der Metro Toulouse auf der Linie A

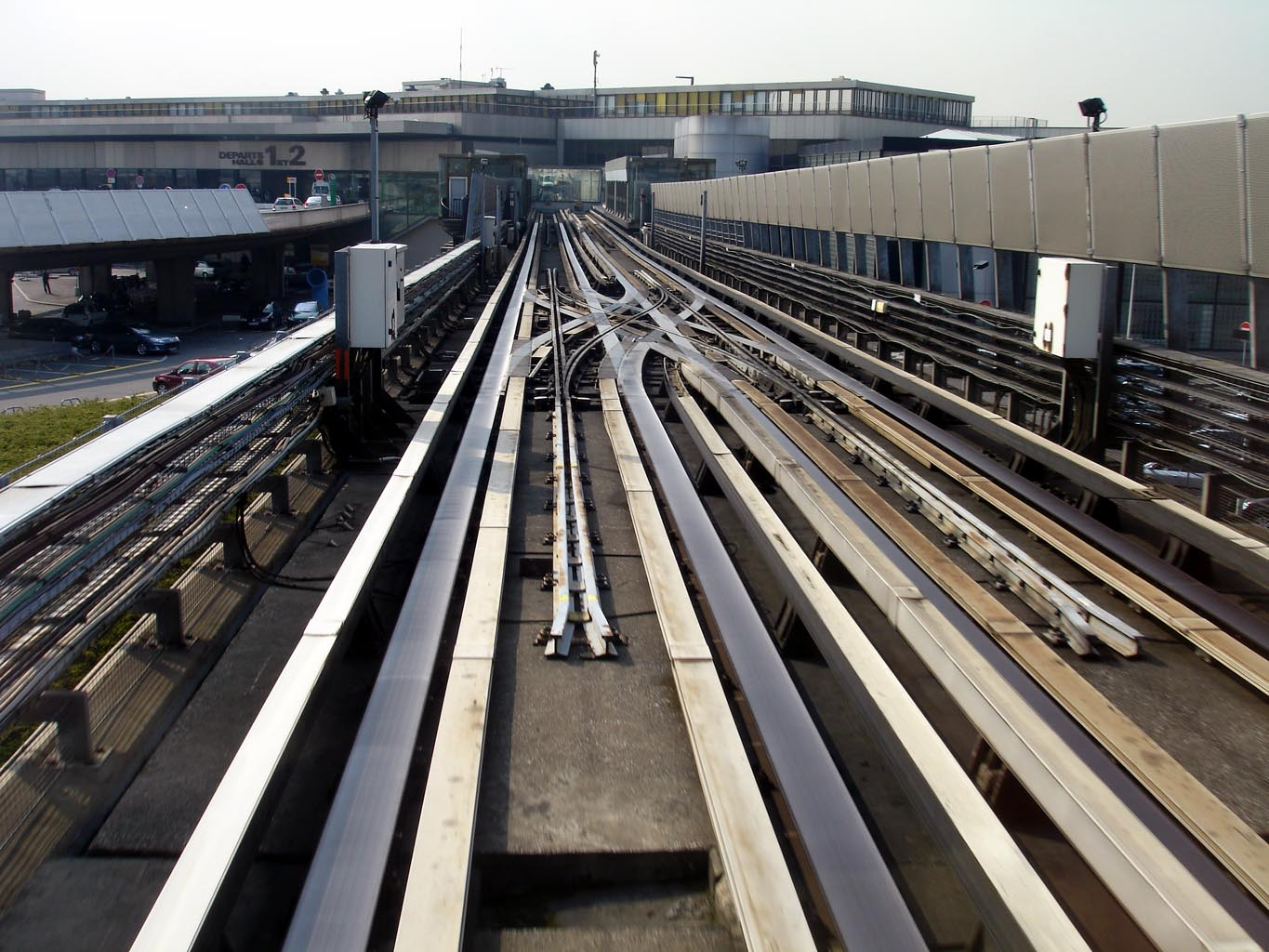
Führungsschienen übernehmen die seitliche Führung in einer Weiche – hier OrlyVAL

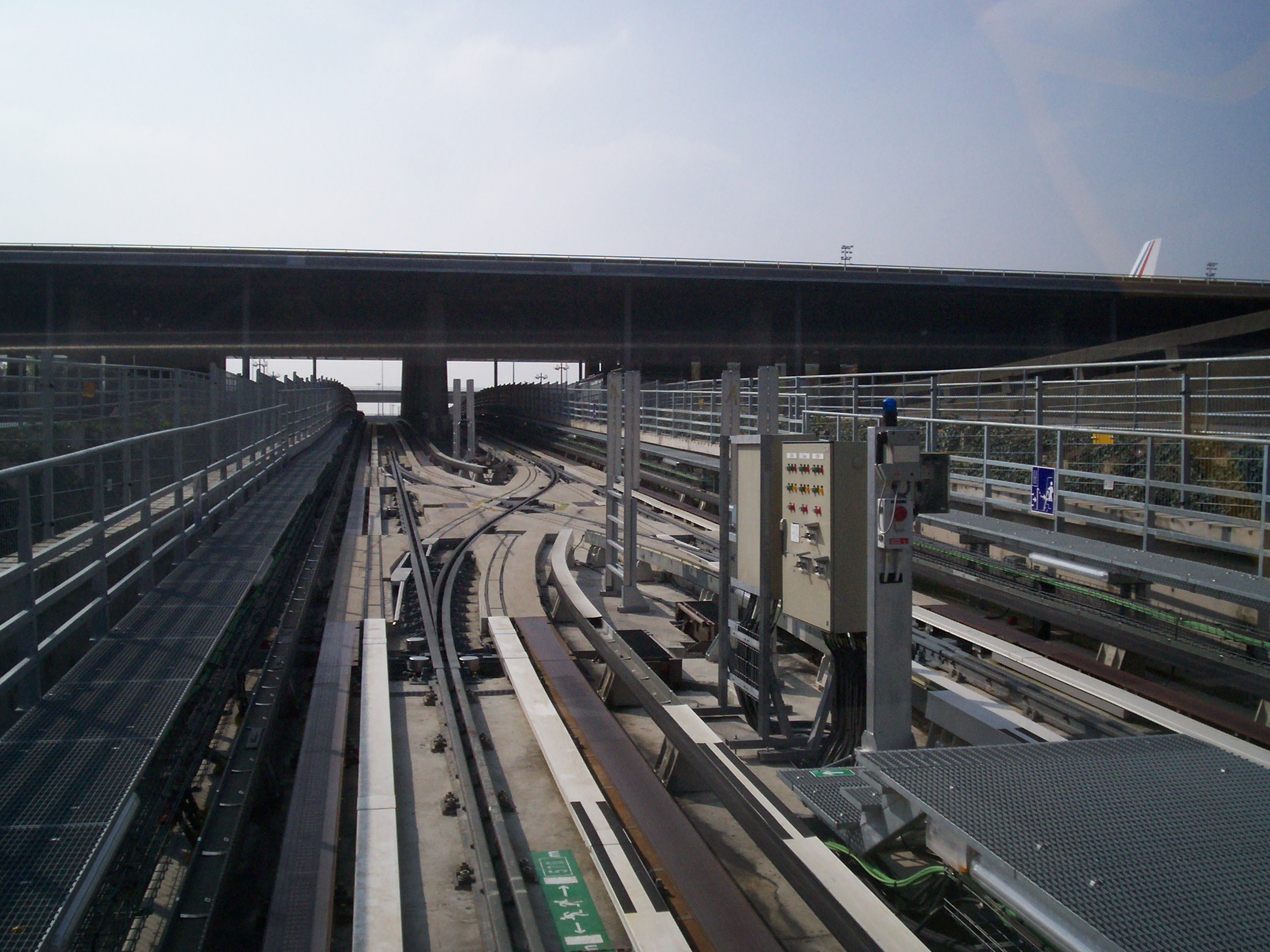
Weiche gestellt zum Abbiegen nach rechts in einer Gleiswechselstelle des CDGval

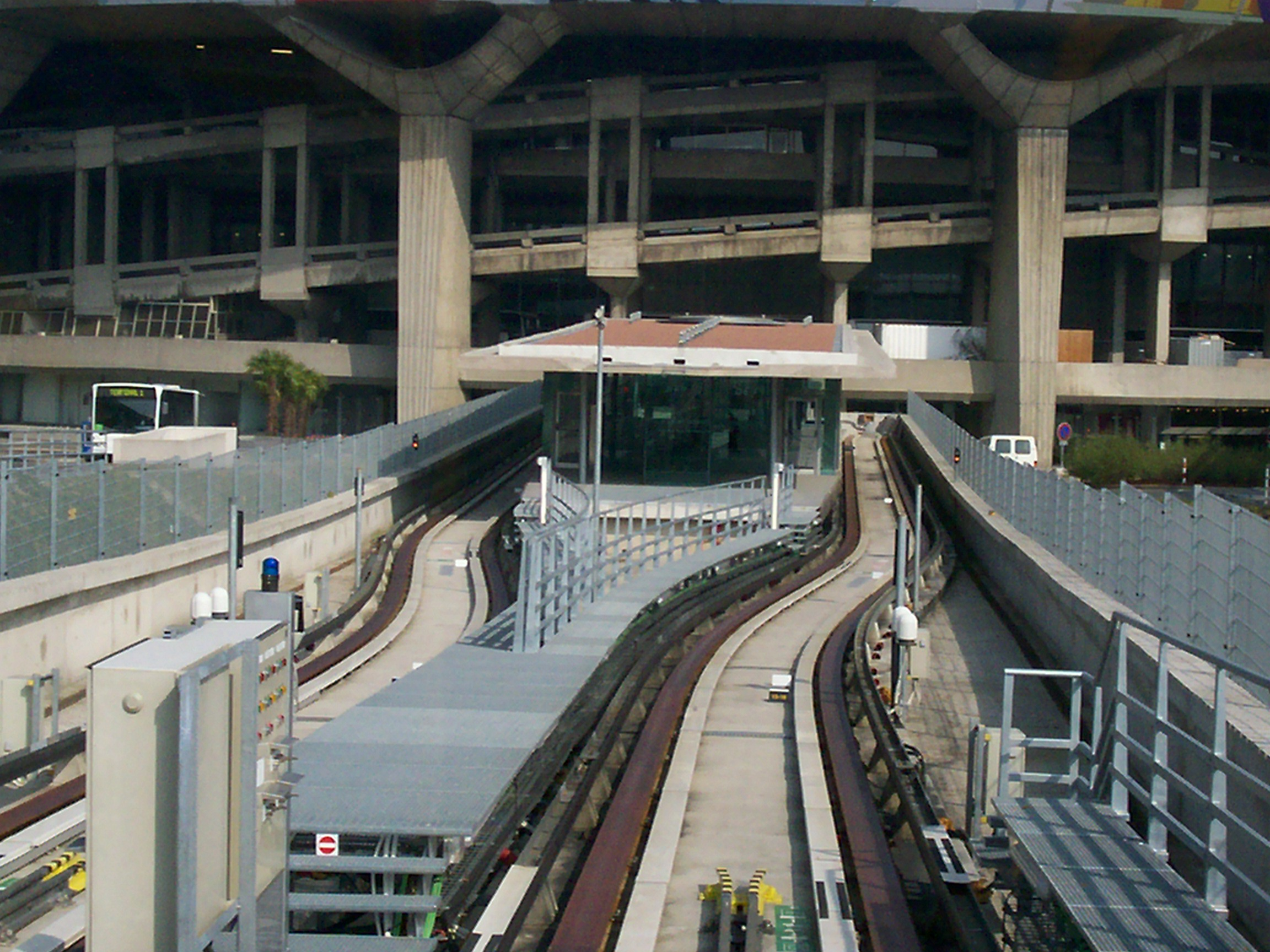
Fahrweg an der Endhaltestelle Terminal 1 des CDGval

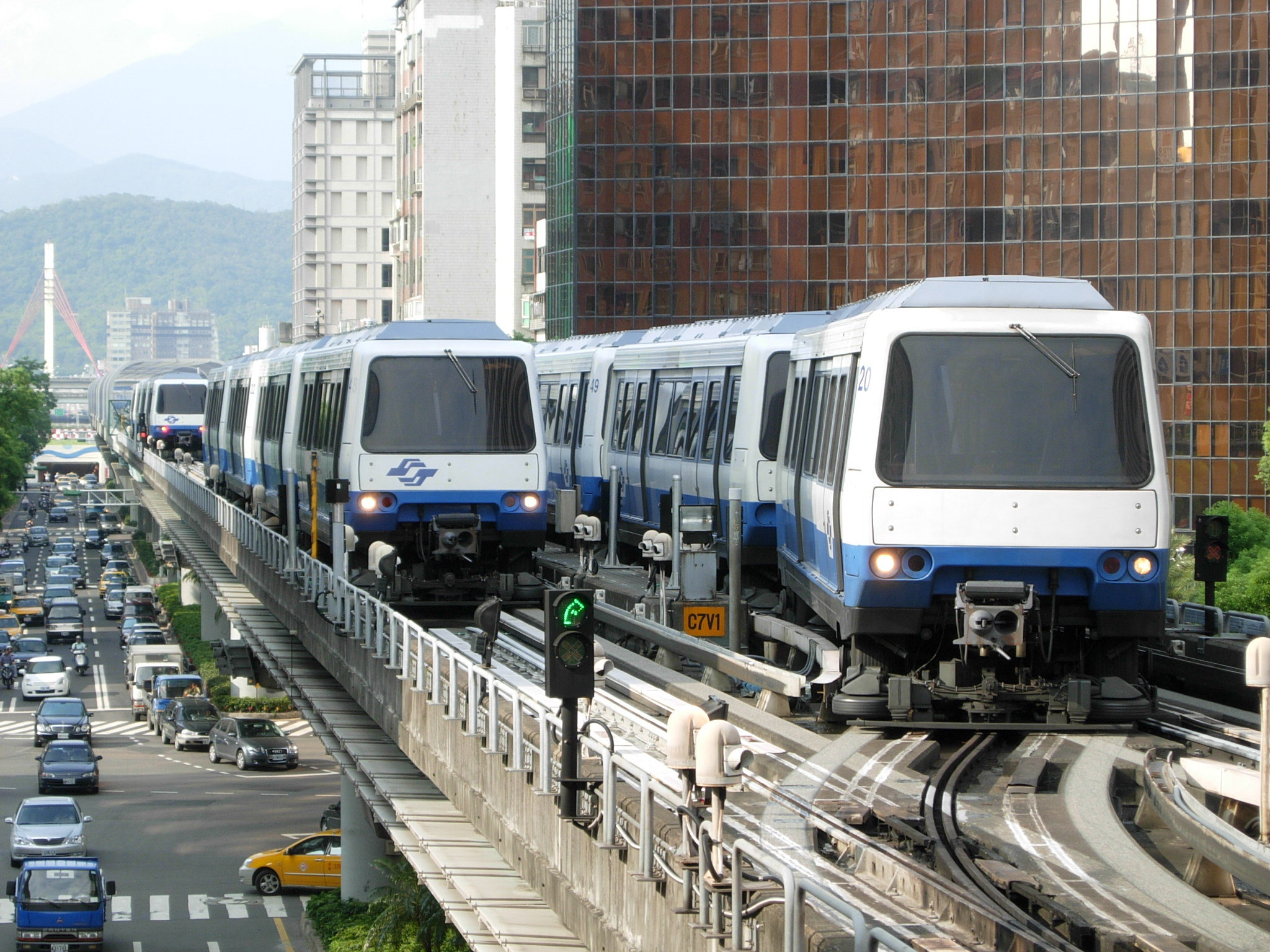
Val 256 der Metro Taipei beim Überholen

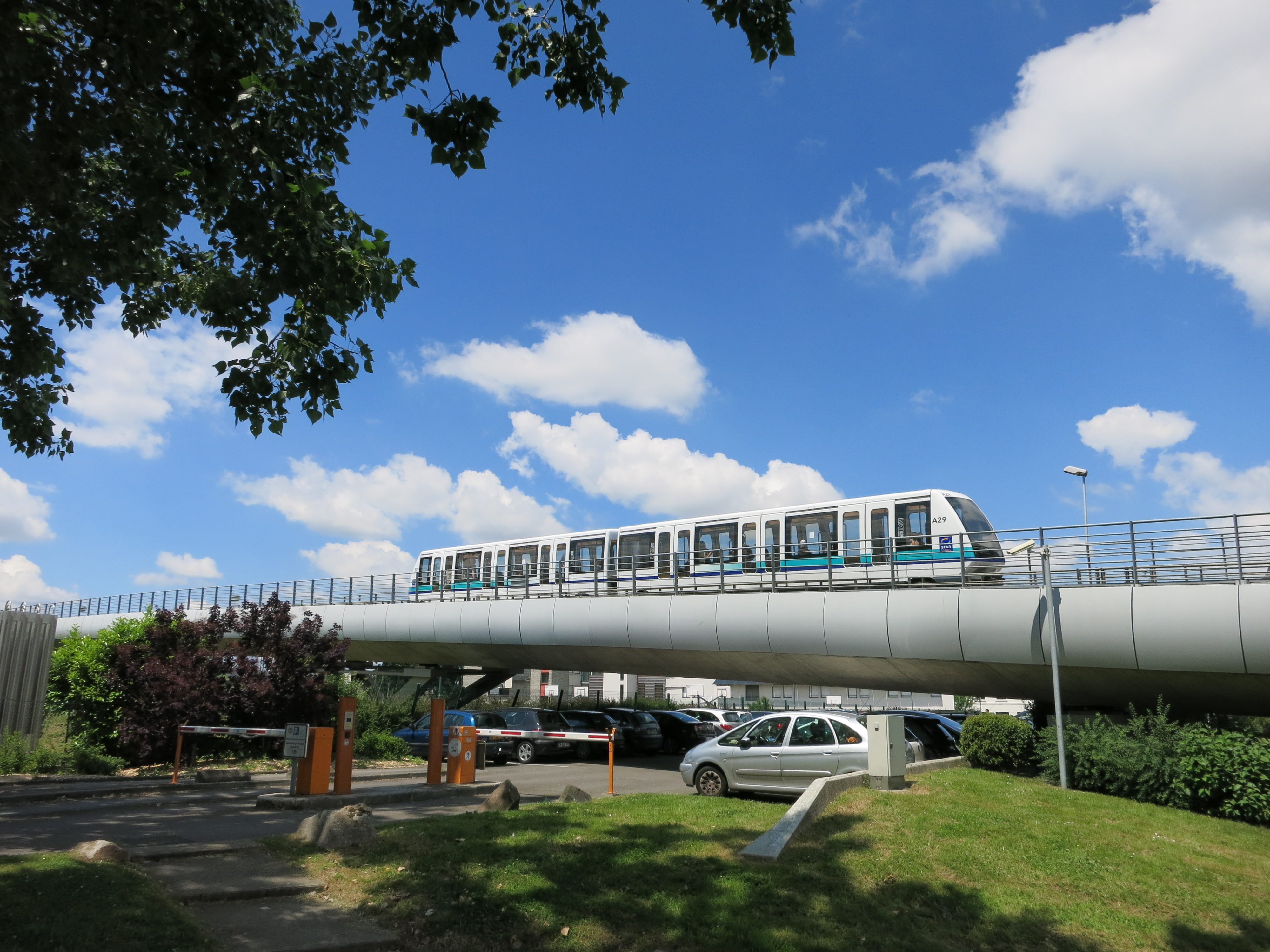
Val 208 der Metro Rennes auf der Linie A

Die Trag- und Antriebsfunktion wird durch gummibereifte Räder auf einem Betonfahrweg ausgeübt. Seitliche Führungsräder rollen an seitlich angebrachten Führungsschienen entlang. An Stellen, wo die seitlichen Führungsschienen unterbrochen sind, wie beispielsweise in Weichen, übernehmen Führungsschienen in der Fahrwegmitte die seitliche Führung. Die Weichenfunktion wird durch eine einzelne Zunge zwischen den Führungsschienen realisiert, in etwa vergleichbar mit einer beweglichen Herzstückspitze in Weichen von Zweischienenbahnen.
Das System basiert auf einer Erfindung von Professor Robert Gabillard (Université Lille Nord de France) und wurde Anfang der 1980er Jahre von der Firma Matra Transport entwickelt. Die Abteilung Verkehrstechnik von Matra gehört seit 2001 vollständig zu Siemens Transportation Systems.
Erstmals angewendet wurde das VAL-System 1983 bei der damals neu gebauten Métro Lille. Es eignet sich aufgrund der geringeren Kosten besonders gut für mittelgroße Städte. Das Akronym bedeutete ursprünglich Villeneuve-d’Ascq à Lille (deutsch: „Villeneuve-d’Ascq nach Lille“) und bezeichnete die beiden Endpunkte der ersten Strecke. Erst später wurde daraus véhicule automatique léger.
Wie auch bei einigen anderen fahrerlosen Personenbeförderungssystemen sind die Bahnsteige beim VAL-System durch transparente Glaswände mit eingelassenen Bahnsteigtüren von den Gleisen getrennt. Dadurch sollen Unfälle durch auf die Fahrbahn fallende Personen oder Gegenstände und Suizide verhindert werden. Die Bahnsteigtüren öffnen und schließen zum Fahrgastwechsel gleichzeitig mit den Fahrzeugtüren, nachdem ein Zug in die Station eingefahren ist.
Die automatische Linie 14 der Métro Paris und die ebenfalls vollautomatisch betriebene Linie D der Métro Lyon sind dagegen keine VAL-Systeme, ebenso wenig die 2008 eröffnete Linie M2 der Métro Lausanne.

## Neoval
Seit 2004 entwickelt Siemens gemeinsam mit der französischen Lohr Group im Projekt Neoval den Nachfolger des Val. Die Züge des Neoval-Systems werden wie beim von Lohr entwickelten Translohr-System durchgehend von einer Mittelschiene mit sechseckigem Schienenkopfquerschnitt geführt und kommen ohne elektrische Versorgung zwischen den Stationen aus. Die seitlichen Führungsschienen und die dazugehörigen waagerechten Führungsräder entfallen. So sollen die Kosten für die Infrastruktur verringert werden, da keine zusätzliche Stromschiene oder Oberleitung benötigt wird. Das System wird zudem durch ein regeneratives Bremssystem die Bremsenergie wieder zurückgewinnen und nutzen können. Seit März 2009 wird mit dem Airval ein erstes Neoval-Vorserien-Fahrzeug auf der Teststrecke von Lohr in Straßburg erprobt.

### Cityval

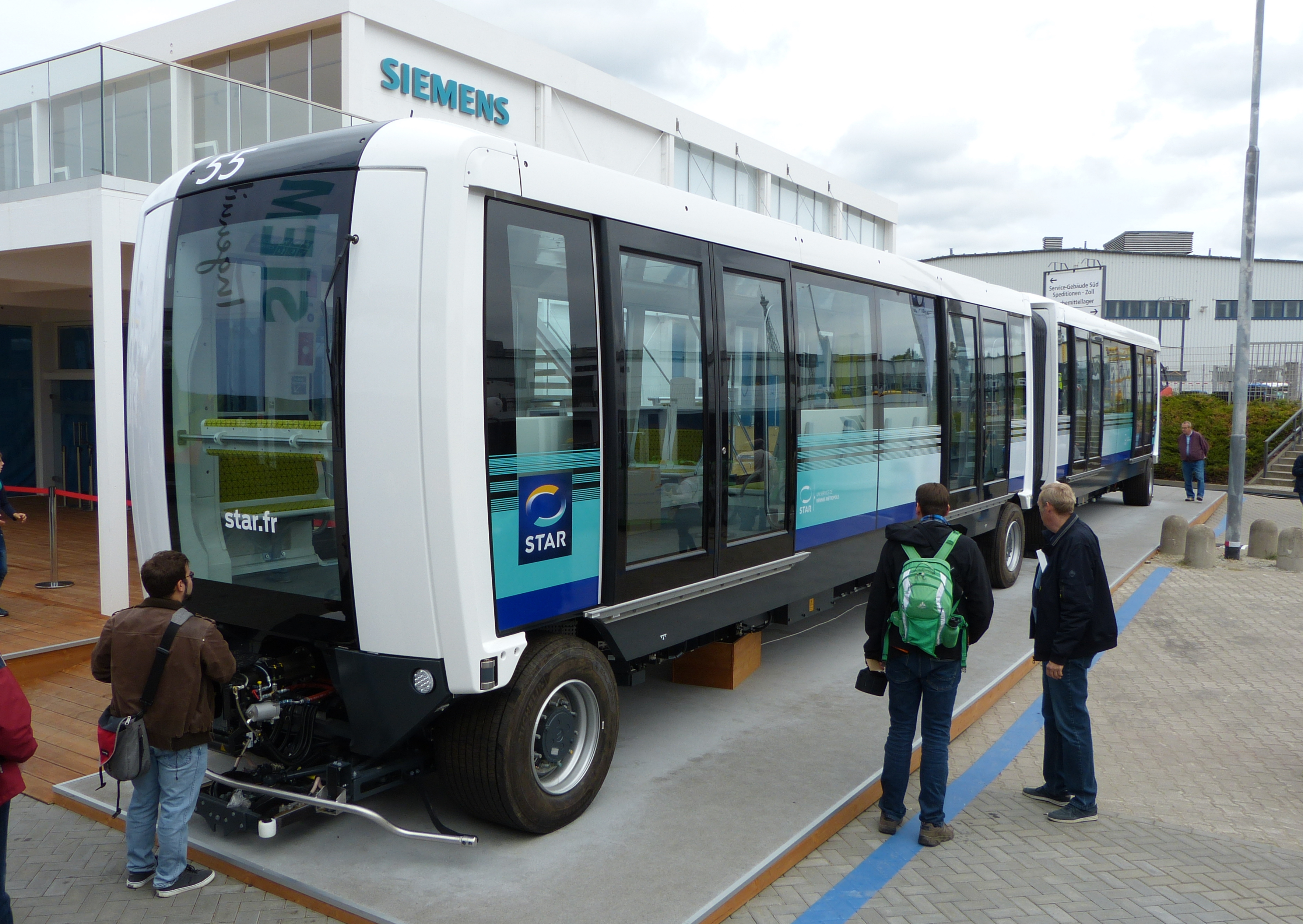
Cityval-Doppeltriebwagen für die Metrolinie B in Rennes, InnoTrans 2018

Das System Cityval basiert auf dem Neoval-Projekt. Die Linie B der Métro Rennes ist der erste Einsatz dieses Systems. 19 zweiteilige Cityval-Züge wurden für diese Linie bestellt worden, die am 20. September 2022 in Betrieb ging.

### Airval
Auf dem UITP World Congress in Wien hat Siemens am 8. Juni 2009 das Airval-System vorgestellt. Airval beruht ebenfalls auf dem Projekt Neoval und ist die Variante für den Einsatz auf Flughäfen als Peoplemover.
Im Dezember 2017 gab Siemens die Bestellung eines Airval-Systems für die Verbindung der Terminals am Flughafen Suvarnabhumi in Bangkok bekannt.
Am Flughafen Frankfurt soll ab 2023 eine 5,6 Kilometer Airval-Strecke das neue Terminal 3 mit den bestehenden Terminals verbinden. Die Züge sollen im 2-Minuten-Takt verkehren und die Fahrzeit zwischen Terminal 1 und 3 soll 8 Minuten betragen.

## Installationen
| Stadt                  | Land        | Betrieb                      | Linien | Netzlänge in km | Fahrzeuge                                 | Planbetrieb    | Art       | Bemerkung |
| ---------------------- | ----------- | ---------------------------- | ------ | --------------- | ----------------------------------------- | -------------- | --------- | --- |
| Lille                  | Frankreich  | Métro Lille                  | 2      | 45              | 83 Val 206 60 Val 208                     | 1983           | Stadt     | Die zweite Linie wurde 1989 eröffnet.                                                                                      |
| Jacksonville (Florida) | USA         |                              | –      |                 | Val 256                                   | 1989           | Stadt     | Im Dezember 1996 durch Einschienenbahn ersetzt. Die zwei Fahrzeuge wurden nach Chicago verkauft.                           |
| Toulouse               | Frankreich  | Métro Toulouse               | 2      | 28              | 29 Val 206 70 Val 208                     | 1993           | Stadt     | Die zweite Linie wurde im Juni 2007 eröffnet.                                                                              |
| Chicago                | USA         |                              | 1      | 4               | 15 Val 256                                | 1993           | Flughafen | Verbindungsbahn im Flughafen O’Hare 2 Fahrzeuge wurden aus Jacksonville übernommen                                         |
| Taipei                 | Taiwan      | Stadtschnellbahn Taipei      | 1      | 26              | 102 Val 256                               | 1996           | Stadt     | Wenhu-Linie, bis zum 8. Oktober 2009 als Muzha-Line bezeichnet. Auf der Linie verkehren auch 202 Fahrzeuge von Bombardier. |
| Rennes                 | Frankreich  | Métro Rennes                 | 2      | 22              | 24 Val 208 (Linie a) 19 Cityval (Linie b) | 2002           | Stadt     | |
| Paris                  | Frankreich  | Orlyval                      | 1      | 7               | 8 Val 206                                 | 1991           | Flughafen | Zubringer zum Flughafen Paris-Orly                                                                                         |
| Turin                  | Italien     | Metro Turin                  | 1      | 15              | 46 Val 208                                | 2006           | Stadt     | Südliche Verlängerung im April 2021 eröffnet.                                                                              |
| Paris                  | Frankreich  | CDGVAL                       | 2      | 5               | 10 Val 208 NG                             | 2007           | Flughafen | Verbindungsbahn im Flughafen Charles de Gaulle                                                                             |
| Uijeongbu              | Korea       | Uijeongbu Light Rail Transit | 1      | 11              | 15 Val 208                                | 2012, 27. Juni | Stadt     | [ 12 ] [ 13 ] |
| Bangkok                | Thailand    |                              | 1      | 1               | 6 zweiteilige Airval                      | 2020           | Flughafen | Verbindungsbahn im Flughafen Bangkok-Suvarnabhumi                                                                          |
| Frankfurt              | Deutschland |                              | 1      | 5,6             | 12 zweiteilige Airval                     | 2023           | Flughafen | Verbindungsbahn zum Terminal 3 am Flughafen Frankfurt                                                                      |

## Fahrzeugtypen
Die Bezeichnungen für die Fahrzeugtypen Val 206, Val 208 und Val 256 leiten sich aus ihrer Breite ab.
| Typ        | Baujahre  | Anzahl      | Länge   | Breite | Höhe   | Masse  | Leistung | Bemerkung             |
| ---------- | --------- | ----------- | ------- | ------ | ------ | ------ | -------- | --------------------- |
| Val 206    | 1983      | 120         | 26,14 m | 2,06 m | 3,25 m | 30,5 t | 480 kW   | 1. Generation         |
| Val 208    | 2000      | 161         | 26 m    | 2,08 m | 3,27 m | 28 t   | 520 kW   | 2. Generation         |
| Val 208 NG | 2006      | 64          | 26 m    | 2,08 m |        |        |          | überarbeitete 2. Gen. |
| Val 256    | 1989–1993 | 117         | 13,78 m | 2,56 m | 3,53 m |        |          | breite Version        |
| Cityval    |           | 19          | 11,20 m | 2,65 m | 3,60 m |        |          | basiert auf Neoval    |
| Airval     |           | 18 bestellt | 11,20 m | 2,80 m | 3,60 m |        |          | basiert auf Neoval    |

## Projekte
In Aachen wurde im Rahmen des Projektes Campusbahn der Einsatz des Systems Cityval untersucht. Der Lenkungsausschuss hatte sich Anfang 2011 dafür ausgesprochen. Bei einem, von der Bürgerinitiative „Campusbahn = Größenwahn“ initiierten Bürgerentscheid entschieden sich im März 2013 rund 66 % der an der Abstimmung teilnehmenden Personen gegen die Campusbahn.

## Galerie

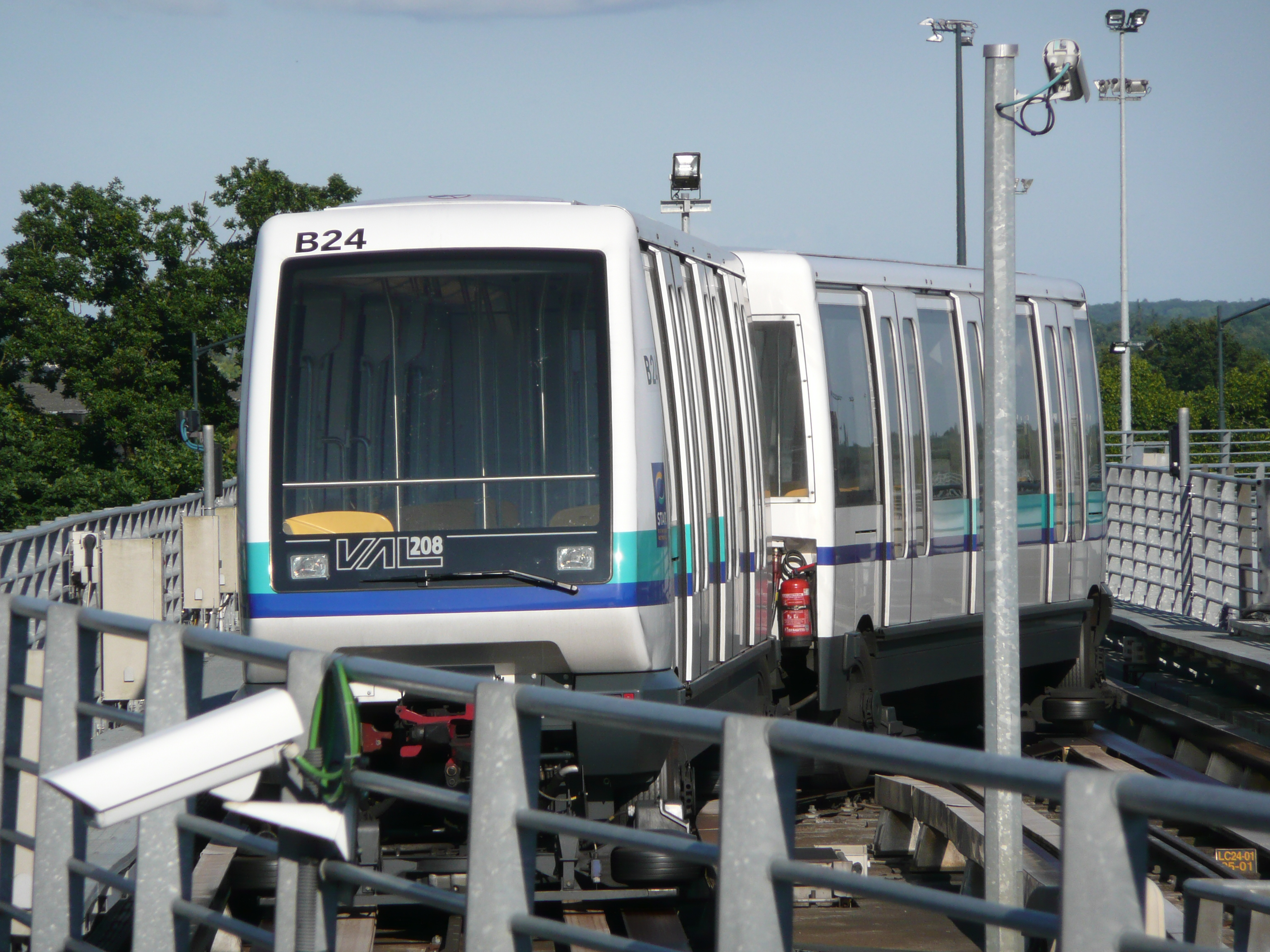
Val 208 der Metro Rennes an der Station La Poterie
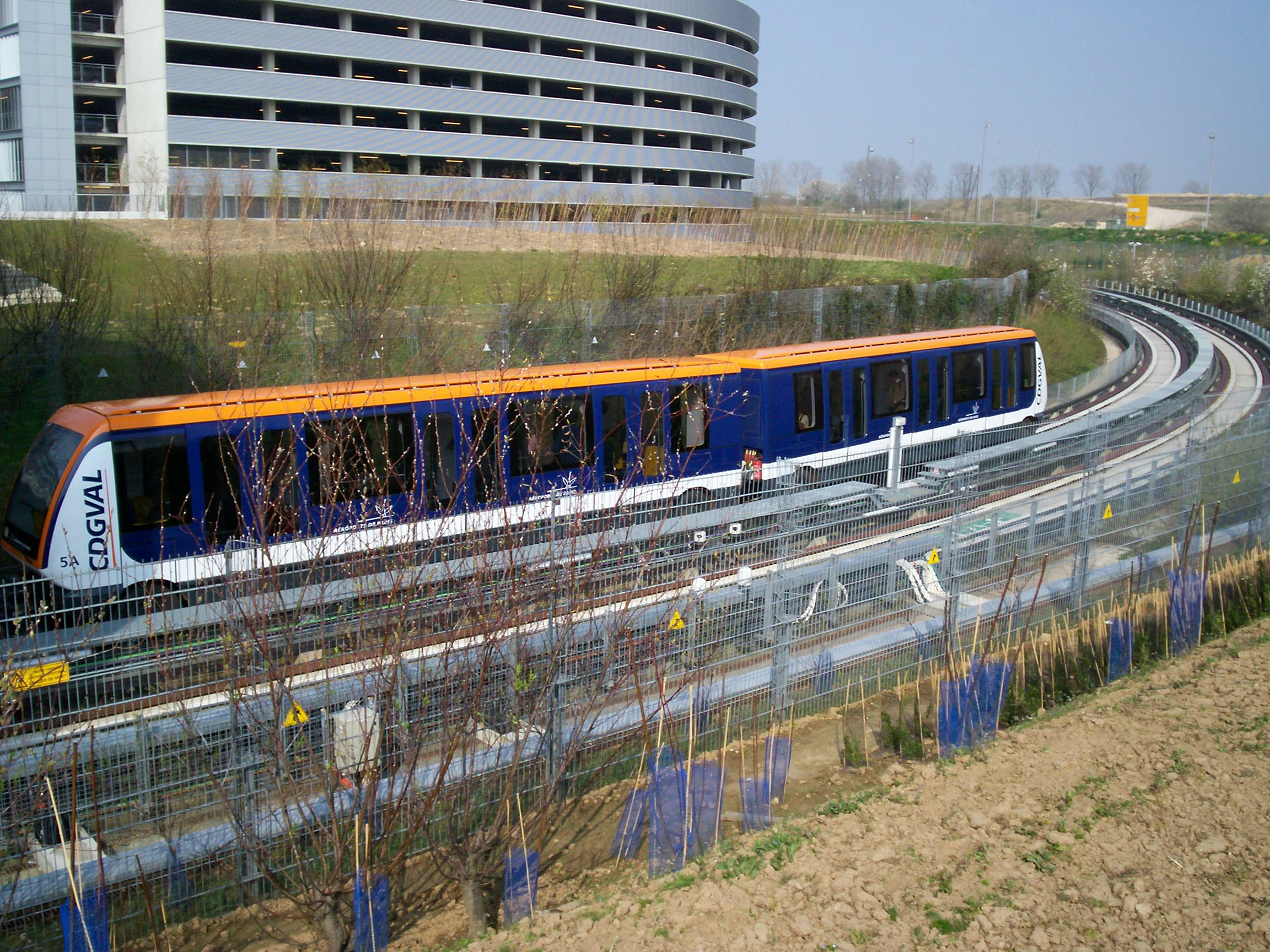
Val 208 der CDGVAL an der Station Parc PX
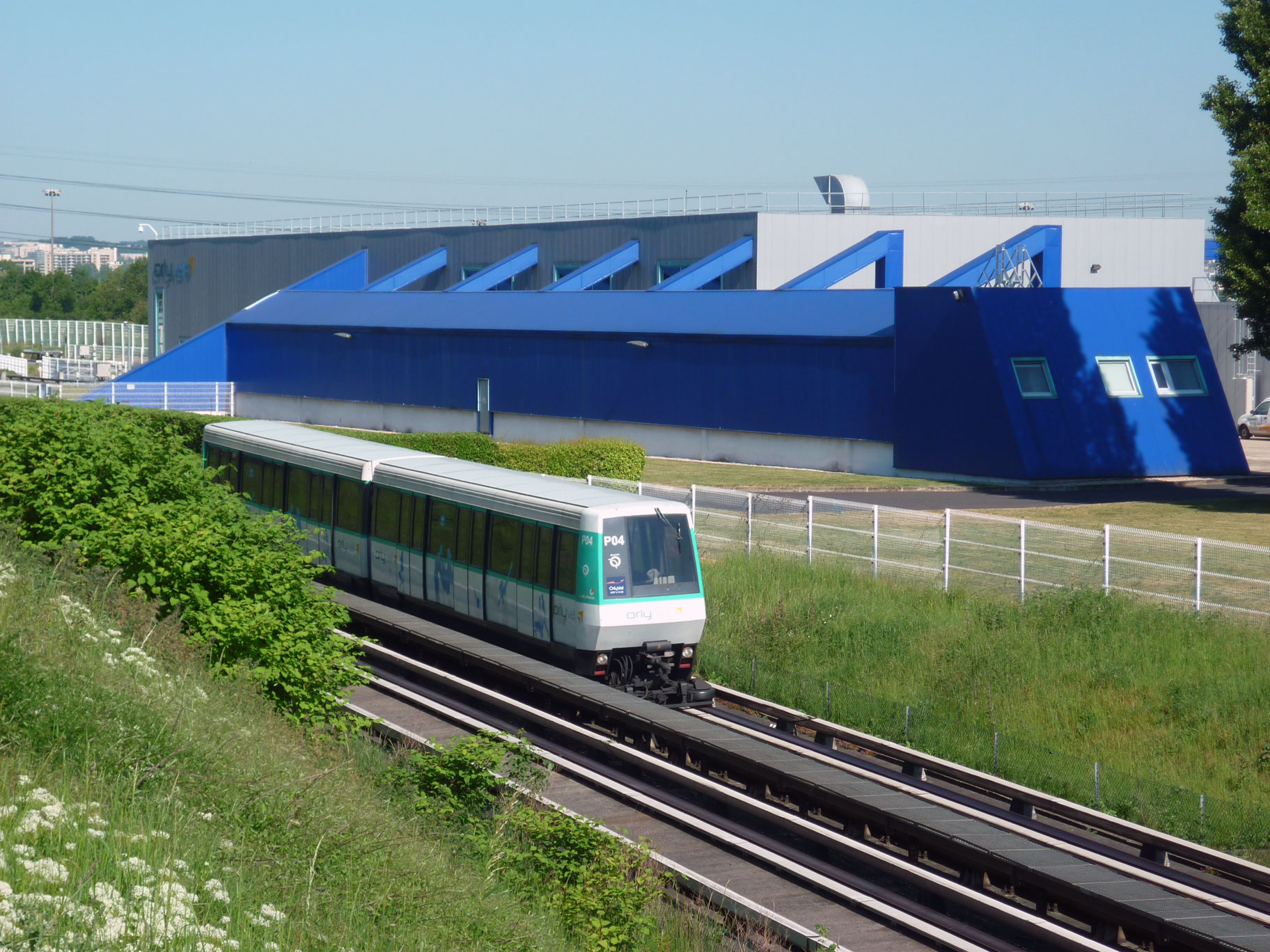
Val 206 der OrlyVal im Depot
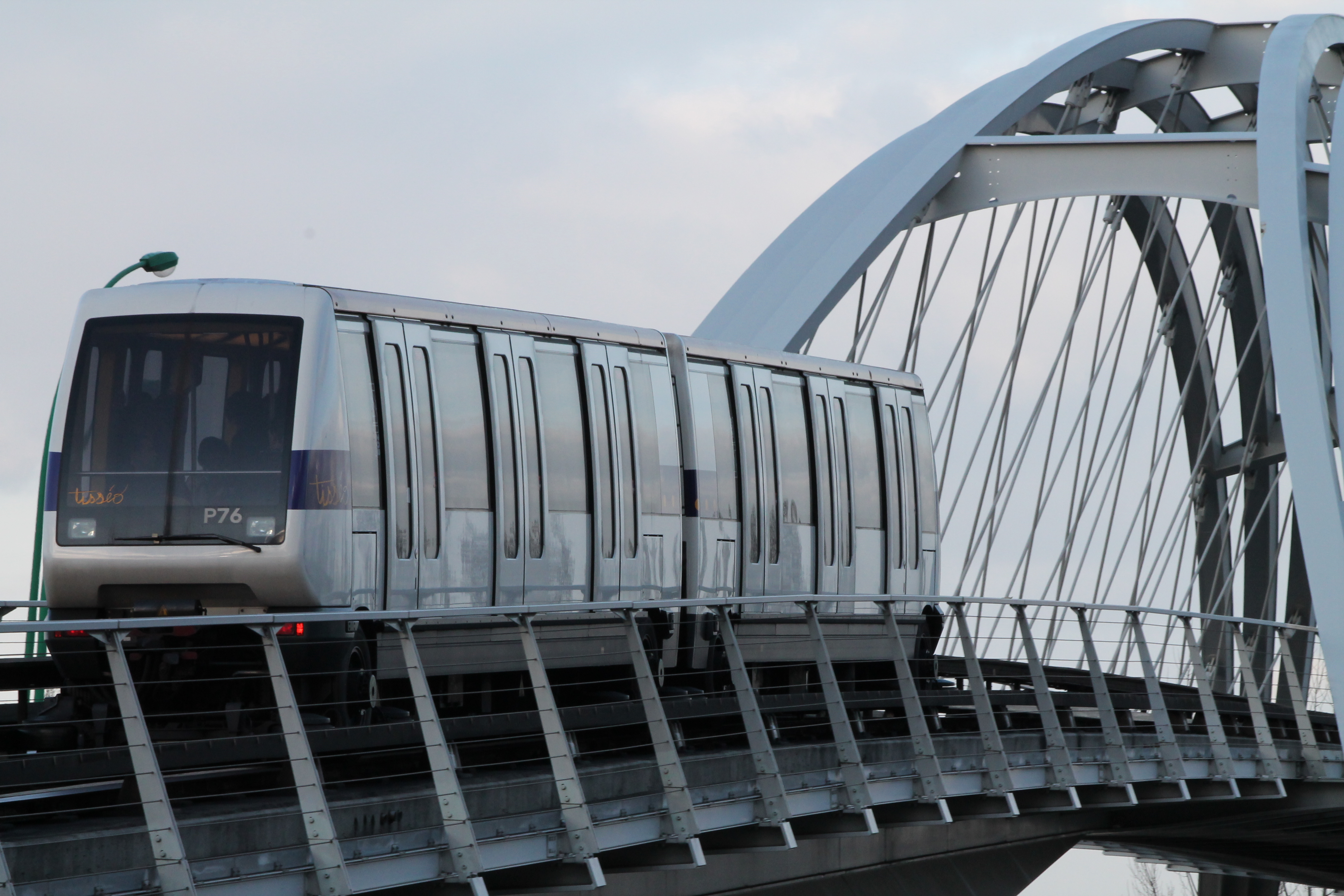
VAL 208 der Métro Toulouse
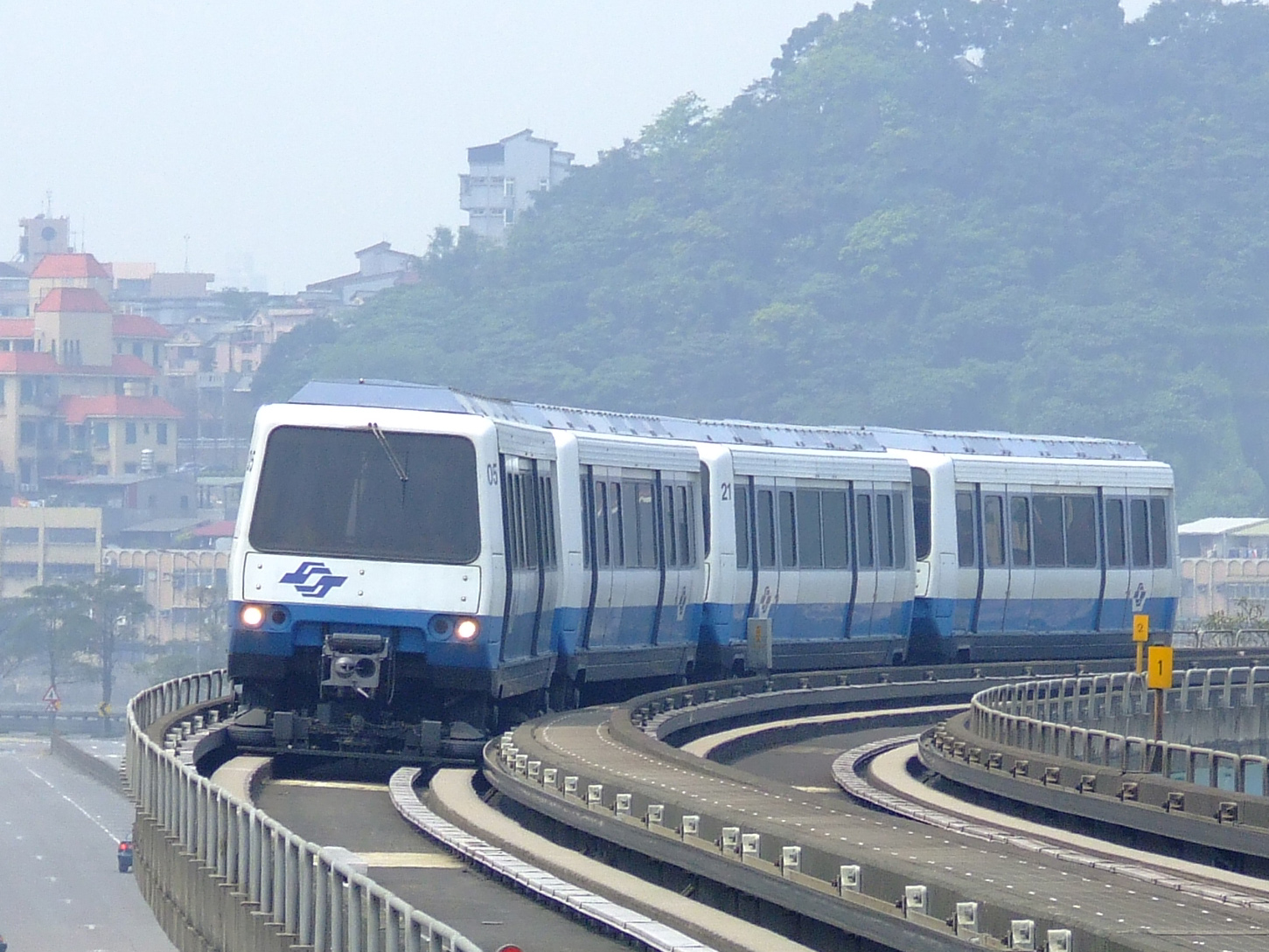
VAL in Taipei, Taiwan
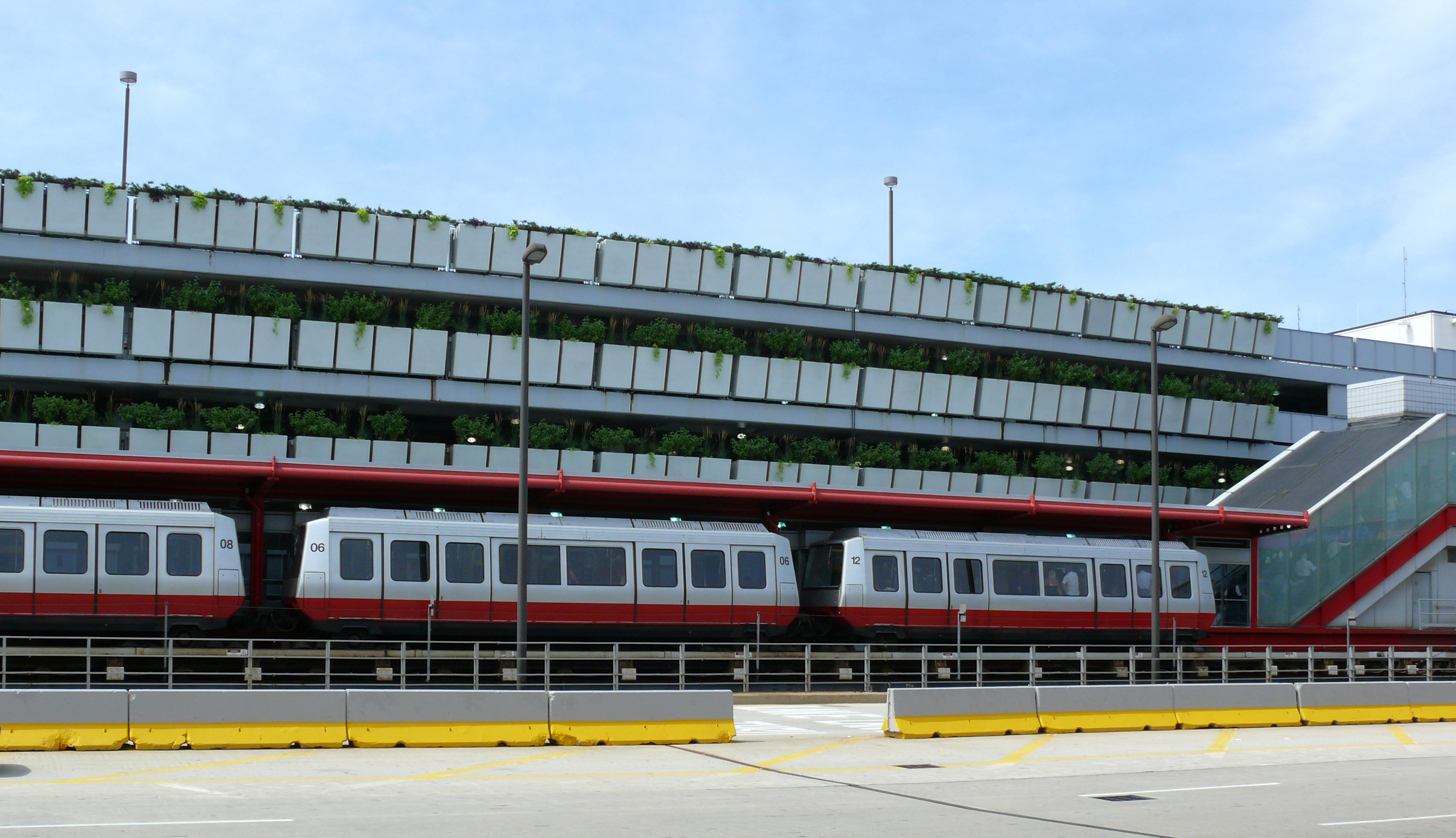
Val 256 am Flughafen O'Hare in Chicago